# Joseph Welch
Joseph Welch (ur. 22 października 1890 zm. 6 października 1960) – amerykański aktor filmowy.

## Filmografia
- 1959: Anatomia morderstwa jako Sędzia Weaver

## Nagrody i nominacje
Za rolę sędziego Weavera w filmie Anatomia morderstwa został nominowany do nagrody Złotego Globu.